# Pedro Henrique Estumano da Costa
Pedro Henrique Estumano da Costa (* 24. Oktober 1991 in Fortaleza) ist ein brasilianisch-portugiesischer Fußballspieler.

## Karriere
Costa kam 2008 vom SC Internacional zum Ceará SC. 2009 wechselte er nach Portugal in die Jugend von Académica de Coimbra. Zur Saison 2010/11 wechselte er zum Drittligisten FC Pampilhosa. Sein Debüt in der dritthöchsten portugiesischen Spielklasse gab er im September 2010 gegen den SC Pombal. Im Januar 2011 wechselte er zum Viertligisten Académico de Viseu FC.
Zur Saison 2011/12 schloss Costa sich dem Drittligisten Sertanense FC an. Für Sertanense absolvierte er vier Spiele in der Liga. Im Januar 2012 wechselte er zum CD Tondela. Mit Tondela stieg er zu Saisonende in die Segunda Liga auf.
Nach dem Aufstieg wechselte er im Sommer 2012 zum Drittligisten FC Vizela. Für Vizela absolvierte er in der Saison 2012/13 28 Drittligaspiele und erzielte dabei zwei Tore. Zur Saison 2013/14 wechselte Costa zur GD Tourizense. Im Sommer 2016 schloss er sich dem Lusitano FCV an, bei dem er ein halbes Jahr spielte. Im Februar 2017 wechselte er zum Mortágua FC.
Zur Saison 2017/18 wechselte Costa nach Österreich zum viertklassigen Kremser SC. Für Krems absolvierte er in jener Saison 22 Spiele in der Landesliga, in denen er elf Tore erzielen konnte. Im Juli 2018 wechselte er zum Zweitligisten Floridsdorfer AC. Sein Debüt in der 2. Liga gab er im August 2018, als er am vierten Spieltag der Saison 2018/19 gegen die WSG Wattens in der 76. Minute für Ceyhun Tüccar eingewechselt wurde. Nach der Saison 2018/19 verließ er den FAC. Nach einem halben Jahr ohne Verein wechselte er im Februar 2020 zum viertklassigen SV Waidhofen/Thaya.